# Gemma Viguera Jiménez
Gemma Viguera (Logroño, 7 de octubre de 1977) es una actriz y directora de teatro española. Es la protagonista de la obra de teatro Globe Story, que ha sido galardonada con el premio a la obra revelación 2015.

## Trayectoria
Viguera inició su vocación por las artes escénicas protagonizando las obras de teatro que se realizaban en la escuela donde estudiaba, aunque de pequeña quería ser bailarina. Su especial atención por la danza, el circo y la actuación le valió para dedicarse a ello. Estudió Educación Social en la Universidad de Castilla y León y fue hasta ese momento en donde a través de un grupo de teatro Alkimia 130 decidió realizar las pruebas de acceso y fue admitida. Se graduó en Interpretación en la Escuela de Arte Dramático de Valladolid, donde realizó sus primeros trabajos profesionales. Más adelante se trasladó a Barcelona y siguió formándose y trabajando con diferentes compañías. En 2010 se formó en el Programa de Técnica Meisner de Javier Galitó-Cava. Este mismo año dirigió un taller teatral. Parte de su formación también ha sido ritmo y movimiento actoral, Comedia del arte y El Clown y la técnica de lecoq. Más adelante regresa nuevamente a su ciudad natal y da inicio a un proceso de creación y dirección con la compañía de teatro Sapo Producciones donde se ha formado de la mano de Mar Navarro, Alfonso Romera y Jorge Padín. Además ha participado en cortos y escenas detrás de cámaras bajo la dirección de profesores como Rosa Estévez, Sara Bilbatua o Luis Gimeno. También relacionado con la educación y las artes escénicas ha emprendido proyectos educativos y sociales siempre vinculados al teatro. Ha formado parte del cuerpo de docentes de la escuela de teatro David Monge Comedy.
Viguera junto con la compañía de teatro logroñesa El Perro Azul da vida el personaje de Wendy en la obra "Peter Pan y Wendy".  Ha formado parte de varias rutas teatralizadas en La Rioja, Álava y Navarra. Y teniendo como escenarios a El Monasterio de Yuso y Suzo en San Millán de la Cogolla, Monasterio de Santa María la Real en Nájera, Navarrete, Haro, Galicia, El Teatreneu en Barcelona entre otros y ha actuado junto a Fernando Moreno en muchas de las obras de teatro que la han llevado desde Logroño, Valencia, Málaga, Libourne participando en el Libourne Fest'arts 2017.
En 2018 Viguera dirige la obra de teatro Los cuervos no se peinan obra original de la dramaturga mexicana Maribel Carrasco en donde se aborda de forma crítica y didáctica el acoso escolar. Dicha obra fue seleccionada para participar en  la Feria Europea de Artes Escénicas para Niños y Niñas Feten.
Posee una trayectoria como actriz de más de 20 años en la que se ha desarrollado en distintos ámbitos teatrales. Teatro de sala para adultos, infantil, teatro de calle, comedia del arte, rutas teatralizadas, formación de actores y dirección. En 2015 la obra de teatro Globe Story de la compañía de teatro Des Clos recibe el premio como obra revelación en donde Viguera figura como protagonista, obra en la cual se relata la historia de amor entre Greta y Max y una serie de cotidianidades y circunstancia, todo esto desde la comedia gestual, haciendo así un homenaje al cine mudo.
En 2019 realizó una participación teatral en conmemoración al Día Internacional de la Eliminación de la Violencia contra la Mujer con Delicatessen mujeres interpretando textos de mujeres poetas del siglo XX.
En 2021 estrena la obra La Propagandista, teatro documental que narra de manera biográfica la vida de María  de la O Lejárraga, recogidos de los datos biográficos del libro Una mujer por caminos de España repasando temas de su vida política, sentimental y artística. Viguera figura como protagonista junto al actor argentino Jorge Tesone.

## Obras de Teatro

### Interpretación
- 2011 Cáscaras.[20]
- 2012 Globe Story.[21]

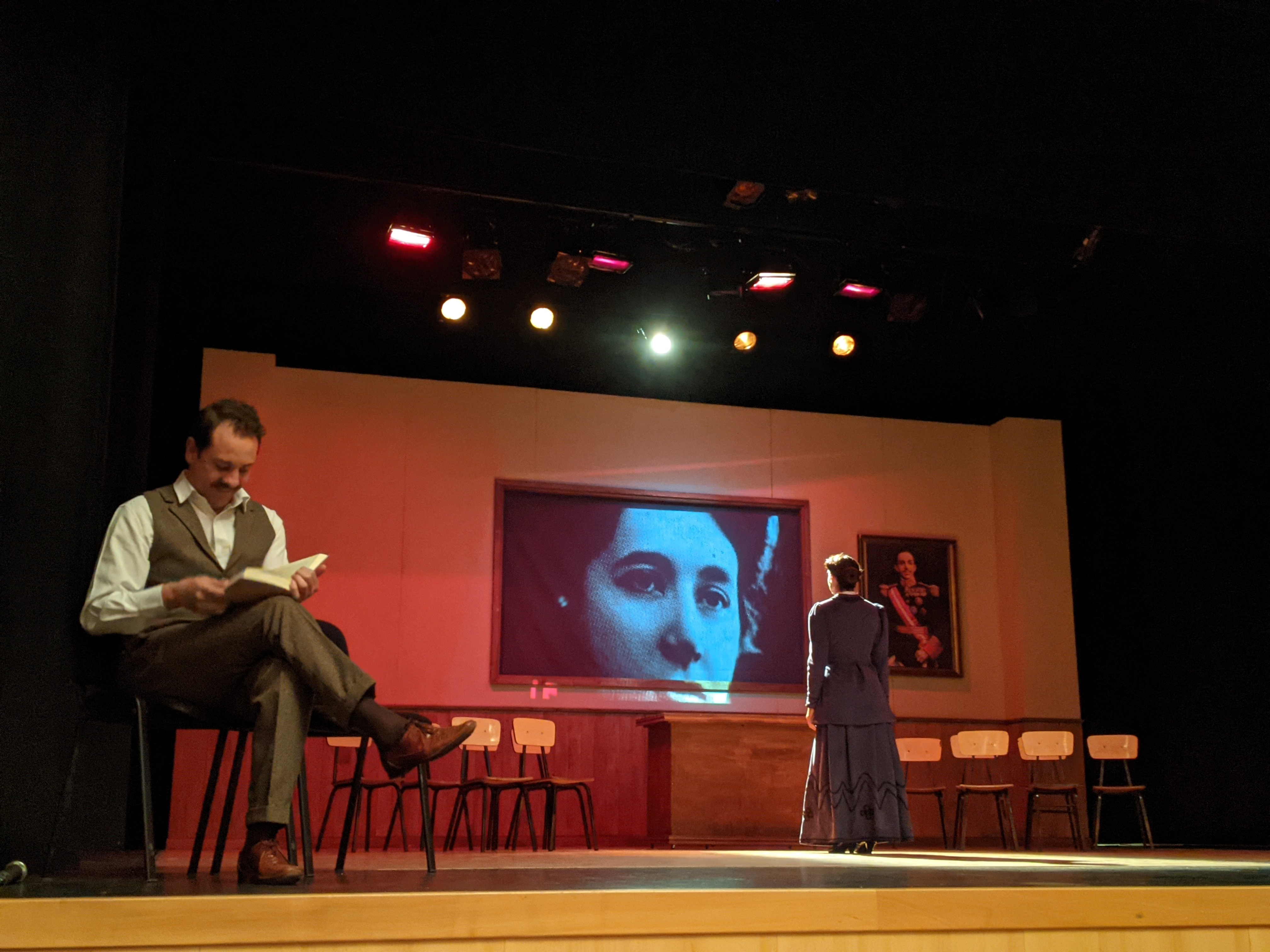
Escena de la obra de teatro La propagandista ensayando a María de la O Lejárraga

- 2015 Artistas o Bestias estrenada.[22]
- El sitio de Logroño.
- Peter Pan y Wendy.
- 2021 La Propagandista.[18]

### Dirección
- Rutas teatralizadas Santo Domingo de la Calzada.
- Los cuervos no se peinan.
- Los Ploméz.
- Suit 306.[23]

## Reconocimientos
En 2013, Viguera ganó el Premio en el Festival Encinart con la obra Globe Story. Y, en 2018, la obra de teatro Los cuervos no se peinan fue elegida para participar en la Feria Europea de Artes Escénicas para Niños y Niñas Feten.